# Кори, Брендан
Брендан Рональд Кори (англ. Brendan Ronald Corey; род.21 января 1997 года во Фредериктоне, Канада) ― австралийский конькобежец по шорт-треку канадского происхождения. Участник зимних Олимпийских игр 2022 года, бронзовый призёр чемпионата мира. Выступает за клуб "Olympic Southern Flyers" (Мельбурн).

## Биография
Брендан родился в Канаде, но его бабушка и дедушка по материнской линии живут в Австралии и имеют двойное гражданство. Его мать выросла в Австралии и закончила начальную школу. Дедушка участвовал в успешном открытии и разработке золотого рудника в Австралии. Кори начал кататься на коньках в возрасте 6-ти лет, после того, как его отец, бывший хоккеист записал его в местную хоккейную программу. Однако Брендану хотелось скорости и в 8 лет начал заниматься шорт-треком.
Он тренировался с канадской национальной командой развития, и встретил Ричарда Низельски на чемпионате мира среди юниоров в Монреале в 2019 году. После разговора с ним он решил выступать за Австралию. В том же году Брендан получил сотрясение мозга, что стало катализатором для перехода в сборную Австралии. В начале 2020 года он посетил тренировочный лагерь в Австралии и намеревался переехать туда на постоянное жительство. Однако пандемия COVID-19 вынудила его изменить планы. Он должен был выступить в начале 2021 года, но ограниченные возможности выходить на лёд привели к тому, что он переехал в Солт-Лейк-Сити тренироваться со сборной США.
Брендан Кори дебютировал на Кубке мира в сезоне 2021/22, заняв лучшее пятое место в забеге на 1000 м на этапе в Дордрехте 28 ноября 2021 года. В феврале 2022 года на своих первых зимних Олимпийских играх в Пекине он занял 15-е место в забеге на 1000 м и 21-е на 500 м. В марте на дебютном чемпионате мира в Монреале занял лучшее 12-е место в беге на 500 м и 21-е в сумме многоборья. В ноябре 2022 года участвовал на чемпионате четырех континентов в Солт-Лейк-Сити и финишировал 5-м на дистанции 1500 м, что стало его лучшим результатом.
В марте 2023 года на чемпионате мира в Сеуле Брендан стал 6-м в забеге на 1500 м и 8-м на 1000 м. В ноябре того же года участвовал на чемпионате четырех континентов в Лавале, где  занял лучшее 6-е место в беге на 1000 м. В марте 2024 на чемпионате мира в Роттердаме завоевал бронзовую медаль в забеге на 1500 м.

## Личная жизнь
Брендан Кори окончил Университет Конкордия в Монреале в степени бакалавра на факультете менеджмента.